# Mavis Enderby
Mavis Enderby est une paroisse civile et un village du Lincolnshire, en Angleterre.